# Beathotel
Beathotel (auch Beat Hotel) ist eine deutsche Rock- und Beatband aus München. Leadsänger und Songwriter der Gruppe ist Fredrik Forsblad. Am Schlagzeug spielt der Filmeditor Stefan Essl.

## Mitwirken in Filmen
Die Band steuerte zahlreiche Titel zu den Soundtracks bekannter Filme bei.
- 1997: Gute Zeiten, schlechte Zeiten Vol. 11 mit Beathotel
- 1998: Gute Zeiten, schlechte Zeiten Vol. 19 mit Time after time
- 2001: Der Tanz mit dem Teufel mit Playing Soulgames
- 2009: Männerherzen mit Tat twam asi
- 2011: Männerherzen ... und die ganz ganz große Liebe mit Smile[3]
- 2016: Schweinskopf al dente mit YEAH!

## Diskografie

### Alben
- 1997: Many Ways (Edel Records)
- 2001: Playing Soulgames (Dr. Evil Records)
- 2004: After the End (Dr. Evil Records)
- 2009: Move on (Dr. Evil Records)
- 2013: Back & Forth (Dr. Evil Records)
- 2016: Fast Forward (Believe Germany / Soulfood)[4]
- 2021: Who is Eleanor Rigby? (Dr. Evil Records)
- 2021: Golden Queen (Dr. Evil Records)

### Singles
- 1997: Beathotel (Edel Records)
- 1997: The Beat Goes on (Edel Records)
- 2010: Smile (BSC Music)
- 2013: Colours Paint the World (Dr. Evil Records)